# Ciudad Lineal metróállomás
Ciudad Lineal metróállomás Spanyolország fővárosában, Madridban a madridi metró 5-ös vonalán.

## Metróvonalak
Az állomást az alábbi metróvonalak érintik:
- 5-ös metróvonal

## Kapcsolódó állomások
A metróállomáshoz az alábbi állomások vannak a legközelebb:
- Pueblo Nuevo (Casa de Campo, 5-ös metróvonal)
- Suanzes (Alameda de Osuna, 5-ös metróvonal)